# Ian Lariba
Ian Lariba (Cagayan de Oro, 13 ottobre 1994 – Taguig, 2 settembre 2018) è stata una tennistavolista filippina.
Fu la prima tennistavolista filippina a qualificarsi ad un'edizione dei Giochi olimpici.

## Biografia

### Carriera
Fu scelta come portabandiera delle Filippine ai Giochi olimpici di Rio de Janeiro 2016, dove partecipò al torneo del singolo femminile. La sua partecipazione olimpica terminò ai turni preliminari, quando venne sconfitta dalla sinocongolese Han Xing in quattro set, con i punteggi di 11–7, 13–11, 11–9 e 11–7.

### Morte
Dopo aver manifestato diversi problemi di salute, nel maggio 2017 le venne diagnosticata una leucemia acuta mieloide. Nonostante un intenso periodo di chemioterapia e il sostegno finanziario dell'International Table Tennis Federation (inclusa un'iniziativa promossa dal sudcoreano Ryu Seung-min), si spense il 2 settembre 2018 al St. Luke's Medical Center di Taguig all'età di 23 anni.